# 嶋田神社
嶋田神社（しまだじんじゃ）は、奈良県奈良市八島町にある神社。式内小社、旧社格は村社、神饌幣帛料供進社。

## 歴史
祭神の神八井耳命は神武天皇の皇子。その裔の仲臣子上は成務天皇の時代、尾張国島田の悪神征伐に功があり、島田姓を賜ったとの記録があるため、それにまつわる社名とみられている。平安末期より春日大社との関係が深くなり、当社と同じく式内社の赤穂神社、御前原石立命神社、天乃石吸神社と共に春日山中に勧請され、春日大社境内末社の紀伊神社四柱として祀られている。
当初の所在地は八島陵西の丘にあった、とする研究がある。室町期には八島陵の北、字クラノカヰトにあったとの記録が残り、現在八島陵北西に字「蔵六垣内」が残る。江戸期には崇道天皇社と共に八島陵内に鎮座していたとされる。1874年（明治8年）の春日大社の記録によると、当時の社殿は桁行69.7cm、梁行45.5cmの小さなものであったという。
1885年（明治18年）頃、当社と崇道天皇社が鎮座していたとされる現八島陵の地を、早良親王の御陵として整備することが決まり、1886年（明治19年）、崇道天皇社の御神体と社殿を下付され、現在の所在地に二神合祀の形で移築された。

## 祭神

### 本殿
- 神八井耳命
- 崇道天皇（早良親王）

### 境内社
- 天照大神社 - 天照皇大神
- 春日神社 - 天児屋根命、ワノ下大神
- 金神を祀る小社

## 境内

### 本殿
本殿は古式の春日造で、桁行2.53m、梁行1.92m。剣巴文の金具が用いられ、大きな向拝を前方に持つ。春日大社の式年造替に従い払い下げられた旧本殿（いわゆる「春日移し」）であったとされ、宝永6年（1709年）春日大社本社本殿第三殿として建立されたものが、享保12年（1727年）頃に崇道天皇社本殿として現八島陵の位置に移築、1886年、崇道天皇社と嶋田神社の合祀に伴い、嶋田神社本殿として現在の位置に移築されたとみられている。本殿の歴史については異論もあり、元和2年（1615年）の移築とする説、慶長18年正遷宮時の春日旧殿とする説などがある。1982年（昭和57年）3月1日、奈良市指定文化財に指定された。

### 灯篭
崇道天皇社と合祀されたことにより、同社より移された「崇道天皇」「崇道天王」「八嶋天王」などと刻まれたものが多く伝わる。
- 本殿前方石灯籠 - 四角円柱形、『崇道天皇社 奉寄進常夜灯 宝永七年（1710年）十二月吉日』と刻まれる[10]。
- 拝殿前石灯籠 - 四角形、『崇道天王社御宝前 諸願成就 宝暦四甲戌歳（1754年）正月吉日』と刻まれる[10]。
- もっとも古い石灯籠 - 総高195cm、四角形、『奉寄進八嶋天王御宝前 寛永十七年（1640年）庚辰十一月吉日』と刻まれる[11]。

### その他
他に境内社3社、拝殿、神饌所などがある。

## ギャラリー

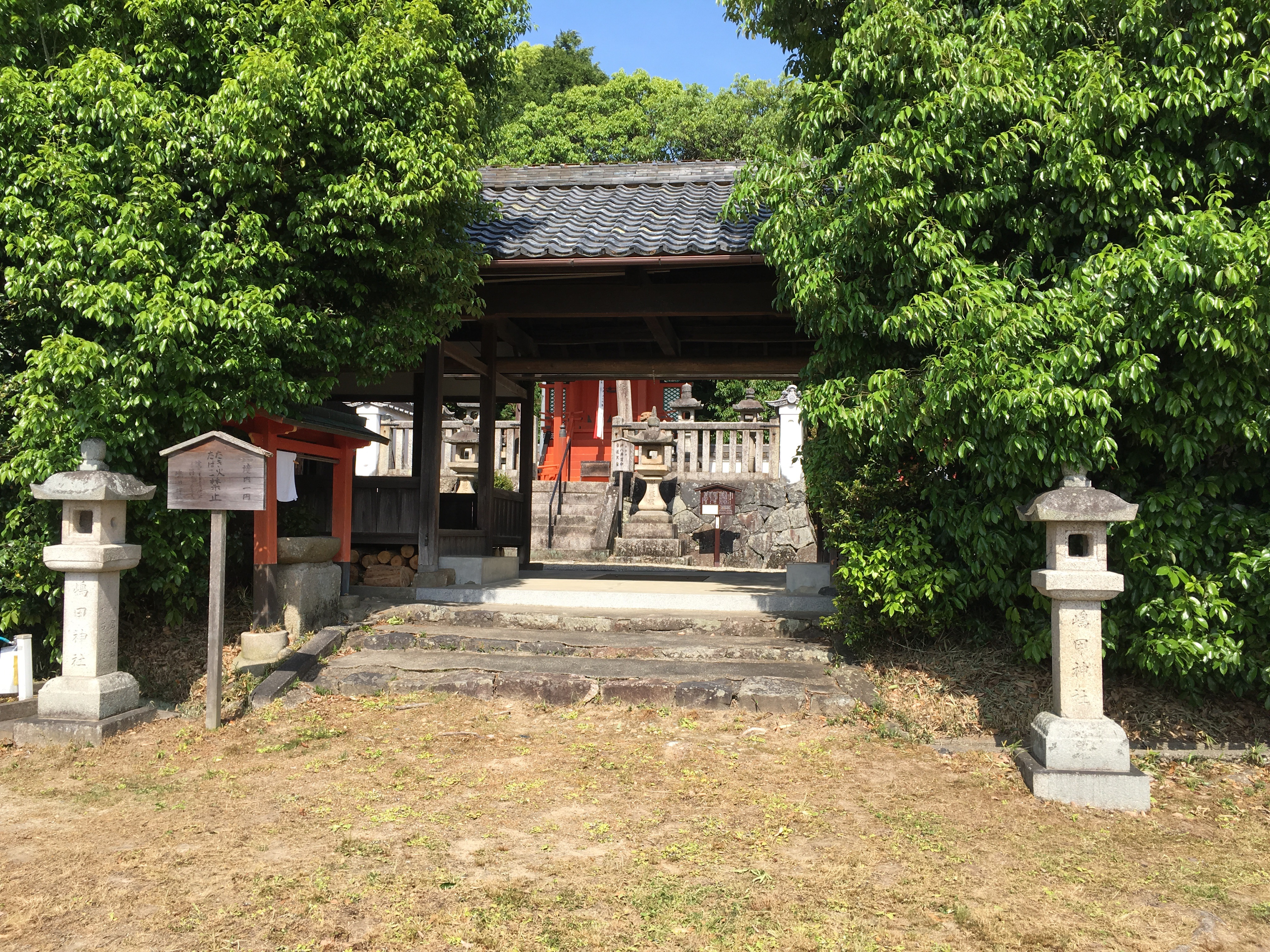
拝殿
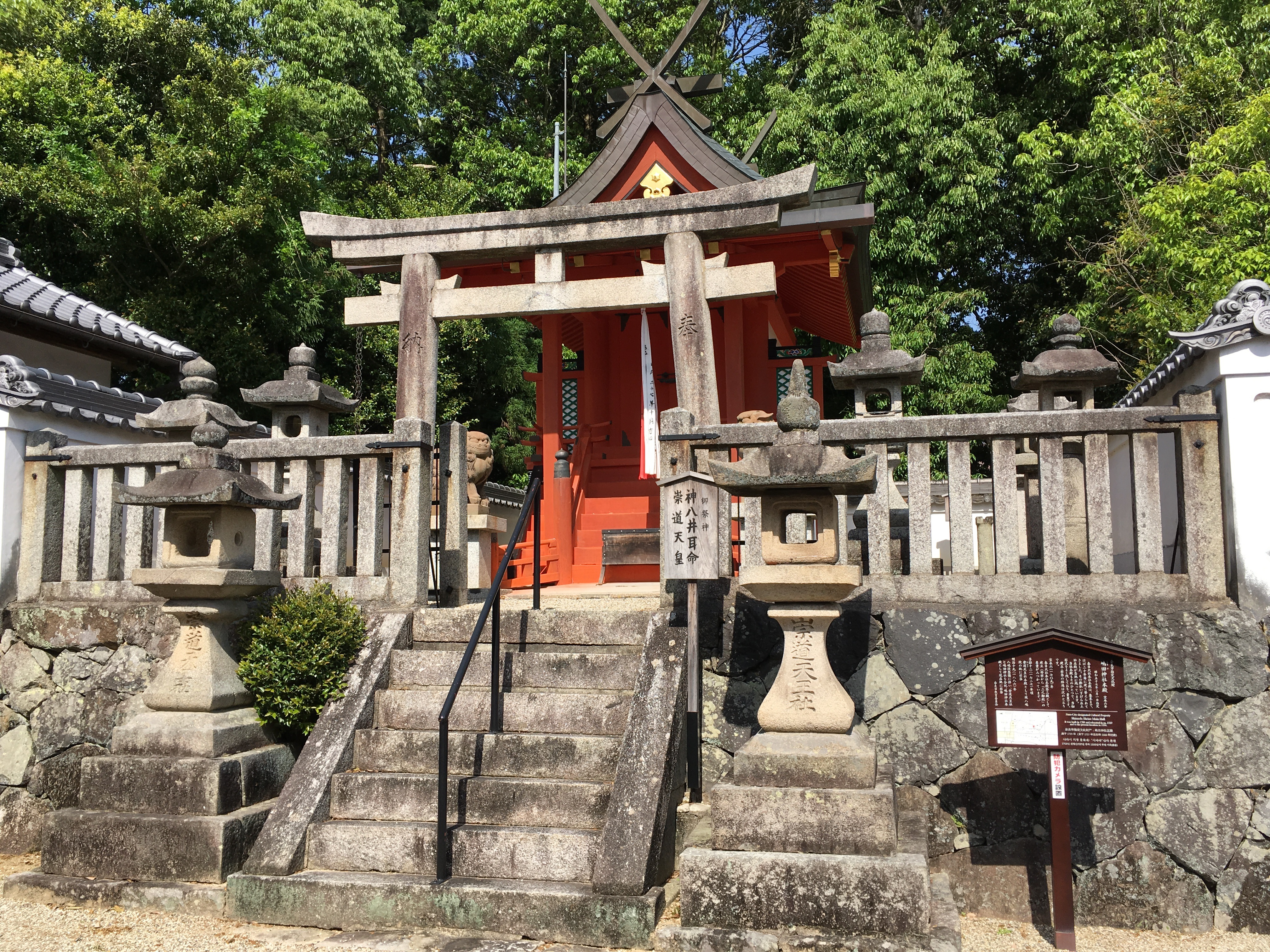
境内から本殿
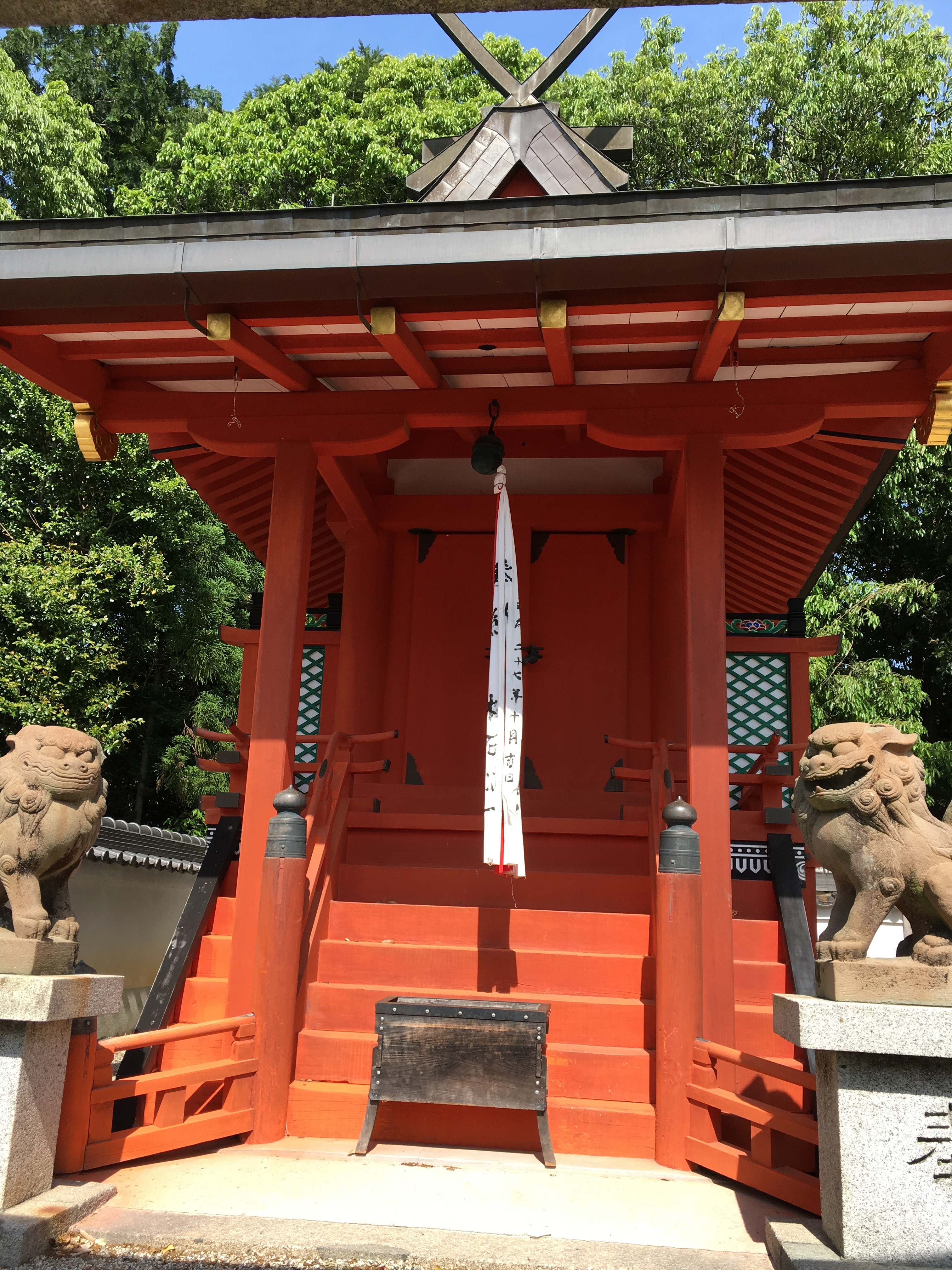
本殿近景
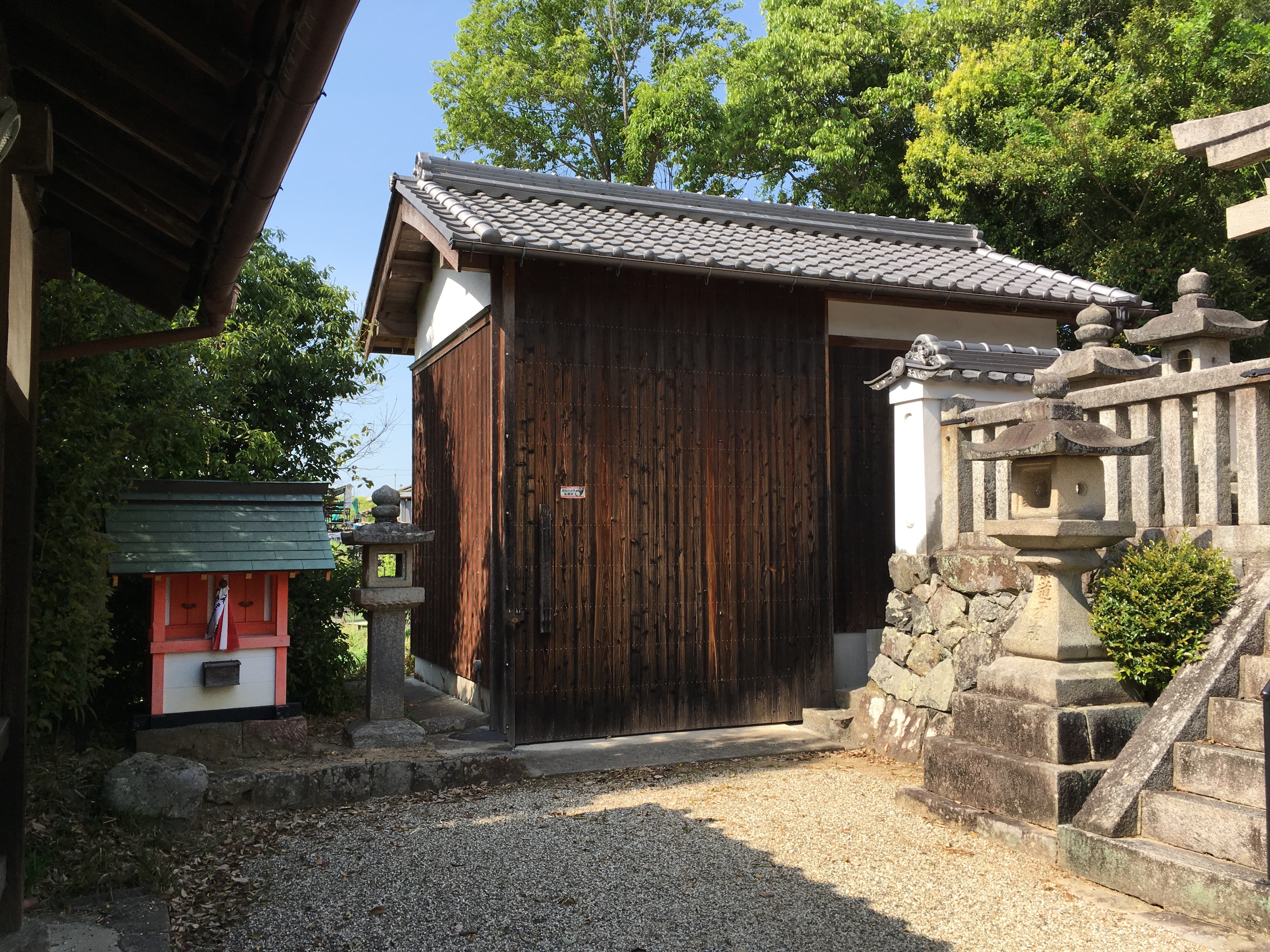
神饌所
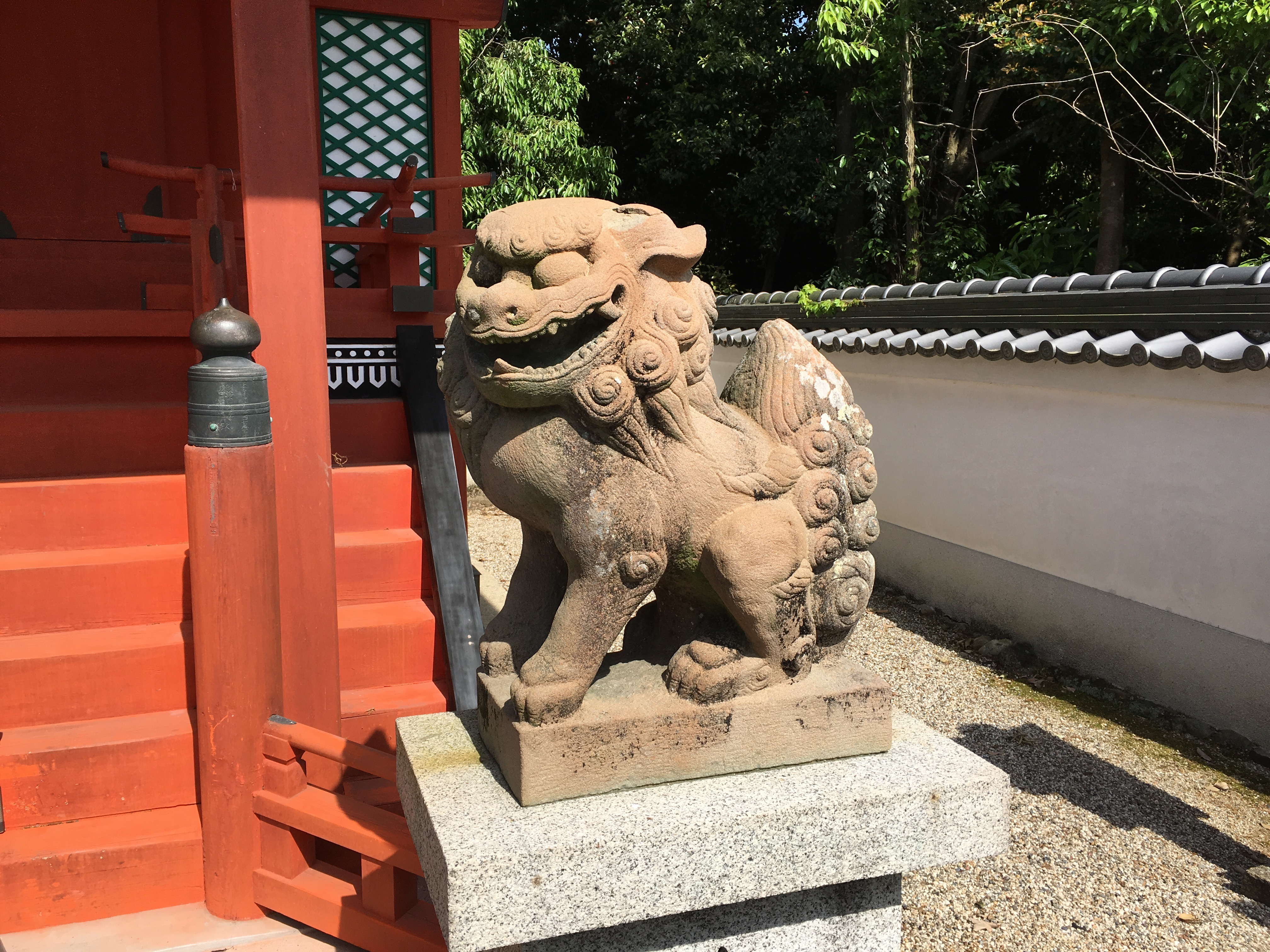
狛犬
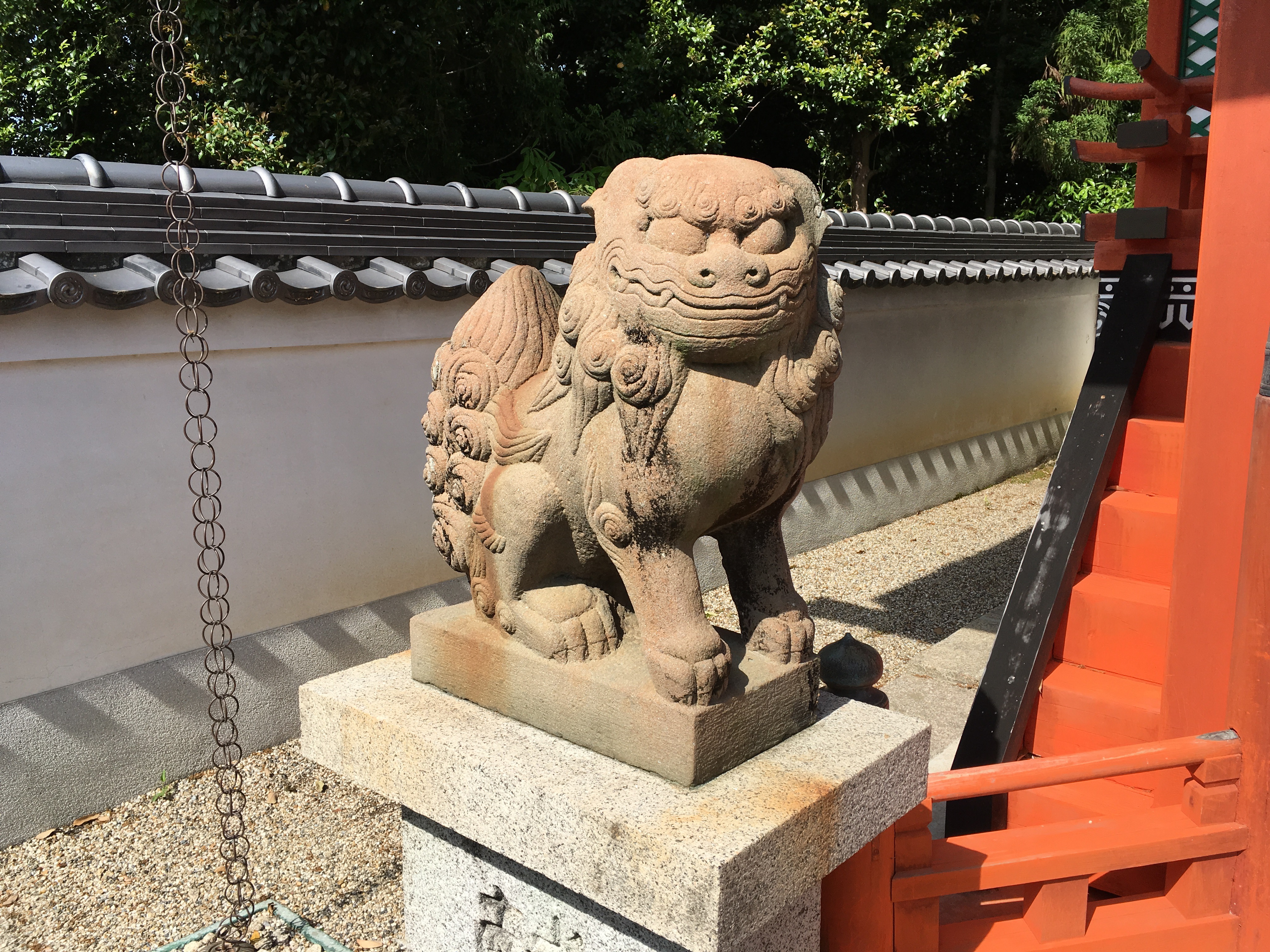
狛犬
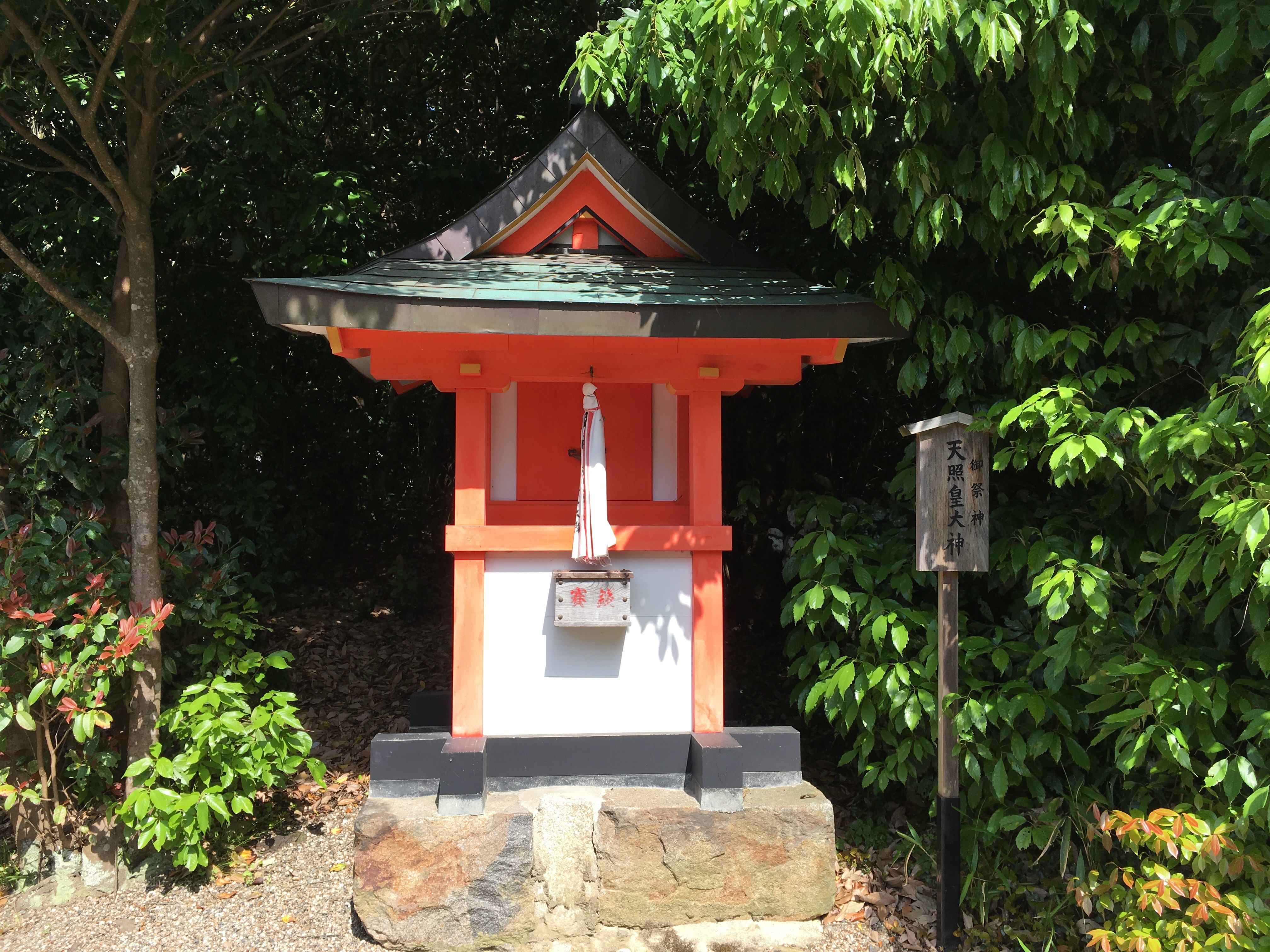
境内社 天照大神社
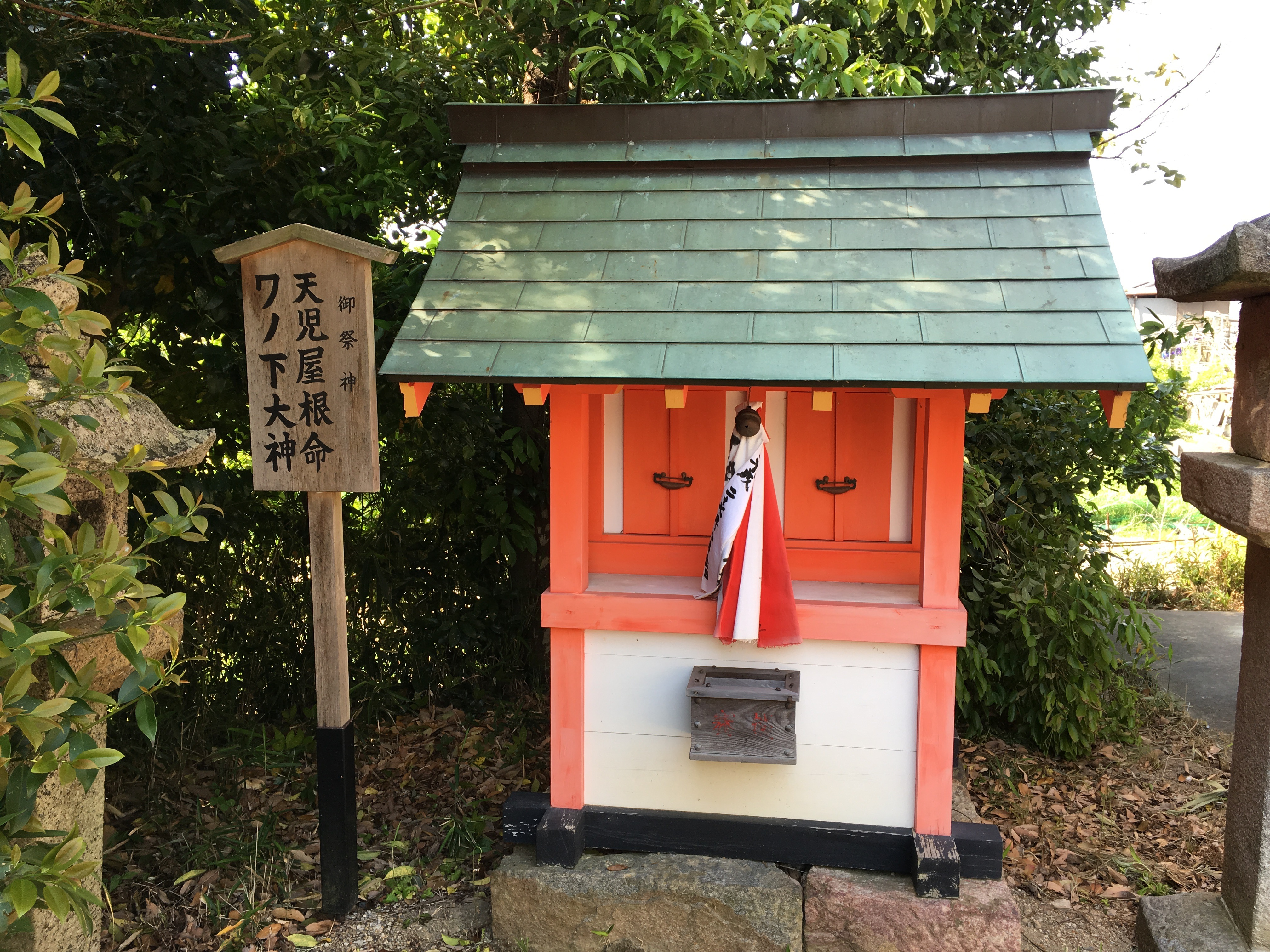
境内社 春日神社
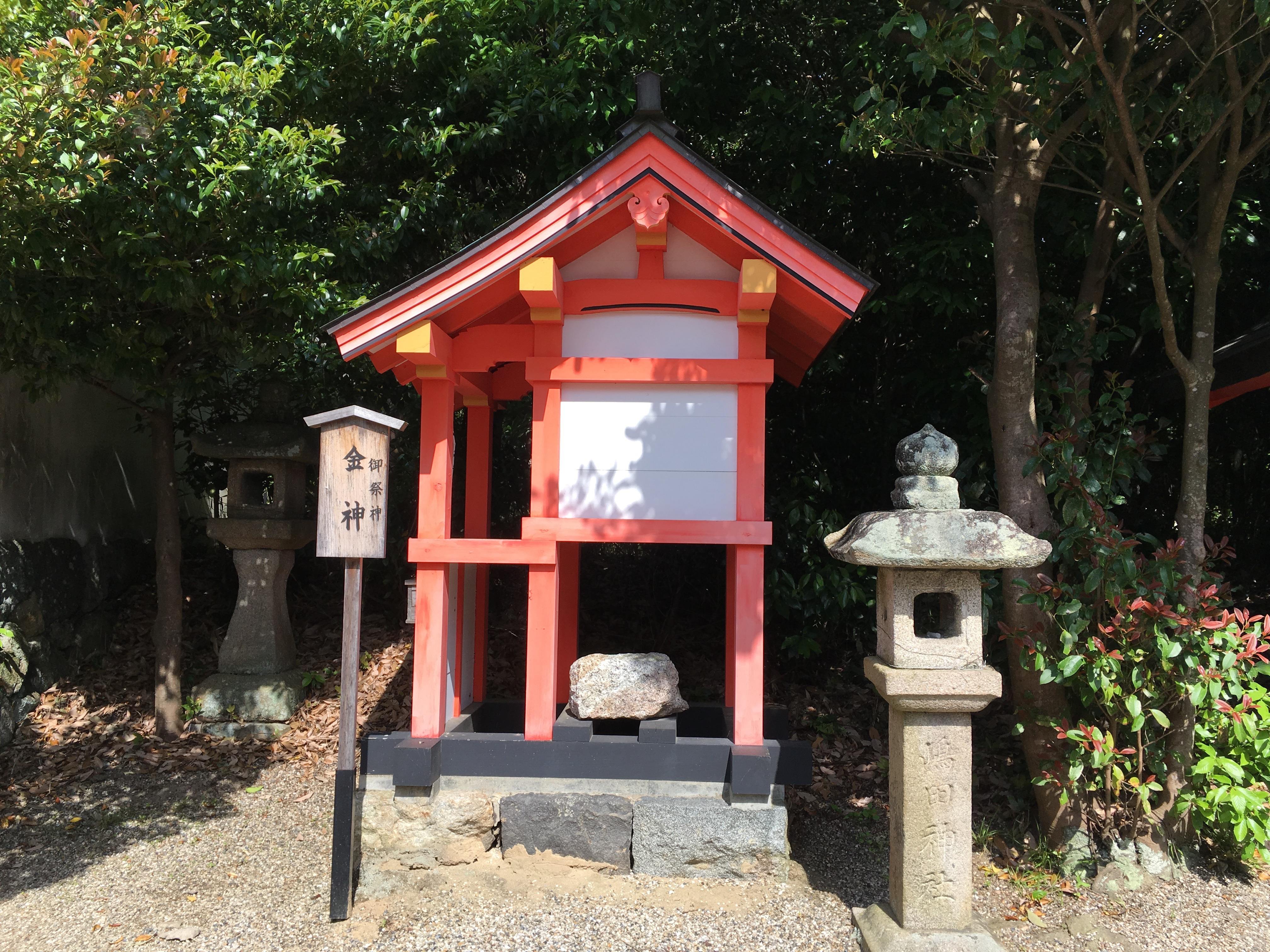
境内社 金神